# Фор Гнассінгбе
Фор Ессозімна Гнассінгбе (фр. Faure Essozimna Gnassingbé; нар. 6 червня 1966, Афагнан, префектура Лакс, Того) — тоголезький державний й політичний діяч, президент Того з 5 по 25 лютого і з 4 травня 2005 року до 3 травня 2025 року, колишній міністр телекомунікацій, шахт і обладнання. Голова партії «Об'єднання тоголезького народу». Фор Гнасінгбе, син багаторічного авторитарного правителя Ейядеми Гнассінгбе, після закінчення навчання за кордоном розпочав свою політичну кар'єру депутатом парламенту, а в 2003 став членом уряду. 5 лютого 2005 після смерті свого батька, порушивши Конституцію та за активного сприяння армії захопив владу і став главою держави. 
Державний переворот викликав протести з боку міжнародної спільноти, особливо Африканського Союзу і Економічного співтовариства західноафриканських держав. Під тиском і впливом введених санкцій, Гнассінгбе звільнив пост глави держави і погодився на проведення президентських виборів. Спірне голосування, що пройшло в квітні 2005 року в атмосфері насильства, заворушень і протестів опозиції, принесло йому перемогу і повернуло йому владу. У березні 2010 й квітні 2015 років він знову переобирався президентом, однак опозиція в обох випадках звинувачувала владу у фальсифікації.
Зовнішня політика президента Гнассінгбе заснована на принципі неприєднання. Він підтримує хороші відносини з країнами регіону, проводить активну співпрацю з Францією, Німеччиною та Китаєм. Хоча під час його президентства відбувається поступове поліпшення захисту прав людини, однак в Того до тепер трапляються випадки обмеження свободи слова та безкарності державних сил безпеки.

## Біографія

### Раннє життя
Майбутній президент Того народився, згідно з офіційною біографією, 6 червня 1966 року в лікарні ордена Сен-Жан-де-Дьє у тоголезькому місті Афагнан, префектурі Лакс, що на південному сході країни. Його батько, Еядема Гнассінгбе, вихідець з півночі країни із народності Кабьє, а мати, Сабіна Менса Агу, походить з півдня Того. Закінчивши середню школу і протестантський коледж в столиці, Фор Гнассінгбе продовжив вищу освіту у престижному паризькому університеті Сорбонна, де вивчав економіку і міжнародні відносини. Протягом 1982-1985 років навчався у військовій академії Сен-Сір, отримав ступінь бакалавра. Він також має диплом магістра ділового адміністрування американського Університету Джорджа Вашингтона, в якому здобував освіту протягом 1992-1997 років.
Після повернення на батьківщину в березні 1999, він успішно балотувався як член правлячої партії «Об'єднання тоголезького народу» до складу Національної асамблеї Того від префектури Блітта (центральна частина країни). У парламенті Гнассінгбе очолив комітет зовнішніх зв'язків і співробітництва. В рамках повноважень він виконував багато місій за кордоном. На виборах у жовтні 2002 знову пройшов до парламенту. З 29 липня 2003 він керував міністерством телекомунікацій, шахт і обладнання, займаючи дану посаду до лютого 2005. Фор Ессозімна брав активну участь в управлінні справами своєї сім'ї, виступаючи фінансовим радником свого батька.
Уже в цей період багато аналітиків розцінювали його як вірогідного претендента на президентський пост і, завдяки цьому, Гнассінгбе користувався певним рівнем привілеїв. Фор був єдиним сином Еядеми Гнассінгбе, який подався в політику. Він досить швидко став популярним, зокрема і серед військових, що забезпечило йому активну підтримку в майбутньому. За розпорядженням тодішнього президента, виборчий ценз на найвищу державну посаду було знижено з 45 до 35 років, що дало можливість Фору Гнассінгбе балотуватися на наступних виборах. Опозиція вкрай негативно оцінила даний крок тоголезької влади. Сам багаторічний диктатор заявив, що ніколи не буде нав'язувати свого наступника власному народу.

### Захоплення влади

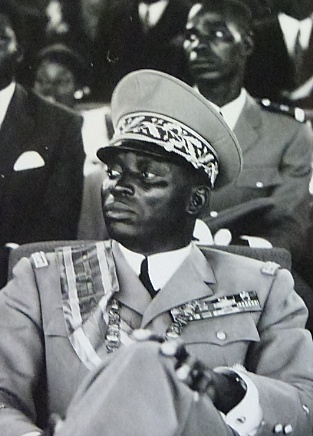
Еядема Гнассінгбе, батько теперішнього президента, правив Того до своєї смерті в 2005 році

Після раптової смерті батька 5 лютого 2005, Фор Гнассінбе здійснив державний переворот і захопив владу. Згідно з конституцією, після смерті президента тимчасові повноваження глави держави переходять до спікера Національної асамблеї. Протягом 60 днів організовуються президентські вибори, які і визначають нового державного лідера. Однак на момент смерті багаторічного диктатора Еядеми Гнассінбе спікер тоголезького парламенту Фамбаре Уаттара Натчаба, що мав за конституцією стати тимчасовим президентом, перебував в сусідньому Беніні.
Натчаба відмовив повертатися на батьківщину через страх вбивства армією, повністю підконтрольною сину покійного авторитарного правителя. Національна асамблея Того, в якій були відсутні представники опозиції, отримувала прямі інструкції по звільненню з посади основного конкурента Гнассінгбе, а війська, прийнявши присягу на вірність Фору Ессозімні, закрили всі сухопутні кордони держави. Начальник штабу тоголезької армії генерал Закарі Нейндджа заявив, що рішення передати владу Фору Гнассінгбе було прийнято, щоб уникнути вакууму влади.
Африканський Союз рішуче засудив захоплення влади Гнассінгбе, назвавши події військовим переворотом. Керівник організації Олусегун Обасанджо заявив, що Африканський Союз «не визнаватиме жодних неконституційних змін влади в Того». Євросоюз, ООН і Франція закликали нове керівництво до «суворого дотримання конституційних процедур».
7 лютого парламент Того вніс зміни до основного закону, скасувавши обов'язкове проведення президентських виборів протягом 60 днів після смерті правителя. За словами нового голови парламенту внесені поправки дозволяють спікеру законодачого органу виконувати повноваження президента до кінця його терміну, тобто до 2008 року. Скориставшись вдалим моментом, Гнассінгбе привели до присяги як виконувача обов'язків глави країни з метою «забезпечення стабільності» у Того. Під час церемонії «інавгурації» у столиці пройшов ряд студентських протестів. Однак демонстранти були затримані поліцією, а в країні ввели заборону на мітинги протягом двох місяців.
9 лютого президент Гнассінгбе оприлюднив своє перше повідомлення, в якому пообіцяв зменшити соціальну напруженість в державі і провести «вільні та прозорі вибори якомога швидше». У відповідь на держпереворот, держави ЕКОВАС скликали спеціальний саміт в Нігері, який не визнав нового президента і засудив незаконний спосіб зміни влади. Ситуація загострилась ще більше, після того, як тоголезьким урядовцям було відмовлено у в'їзді на територію Нігерії, яка, до того ж, на знак протесту відкликала свого посла з Того.

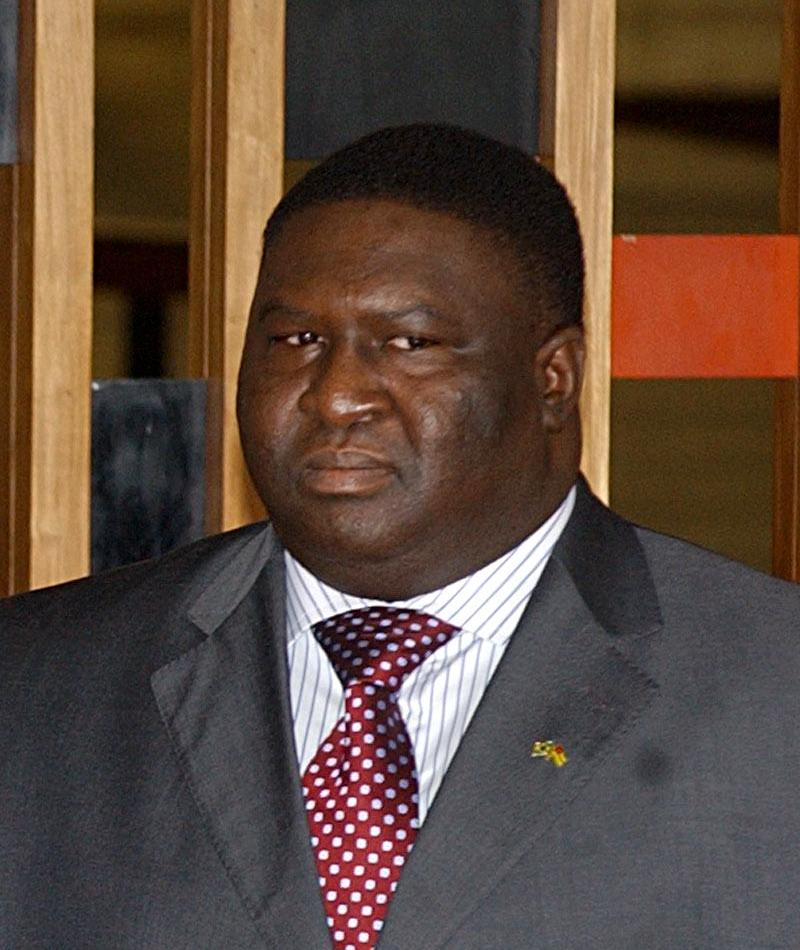
Паскаль Бодджона працював прес-секретарем Гнассінбе, а потім керівником апарату президента

Держави ЕКОВАС зажадали прибуття президента на переговори в Ніамей, а в разі відмови повідомили про загрозу негайного введення санкцій і виключення країни з регіональної організації. Президент Гнассінгбе відмовився відвідати Нігер особисто, відправивши делегацію на чолі з прем'єр-міністром. Лідери країн ЕКОВАС на зустрічі представників закликали лідера Того поважати принципи основного закону і в черговий раз підтвердили можливість введення санкцій. У цей же час, з 11 по 12 лютого в Ломе пройшли протести опозиції. Поліція жорстоко відреагувала на акти будь-якого непослуху і відкрила вогонь по демонстрантах. В результаті стрільби 3 людини загинули. На виправдення дій нового президента, міністр закордонних справ Того Кока Тозаун заявив, що «краще мати санкції і бути в мирі й стабільності, ніж спуститись до громадянської війни».
В умовах всезростаючого тиску країн ЕКОВАС та міжнародної спільноти, 18 лютого президент Гнассінгбе звернувся з національним зверненням до громадян, заявивши про проведення «в інтересах нації» президентських виборів протягом 60 днів, а також скасував раніше введену ним заборону на публічні збори. Однак країни ЕКОВАС все одно сприйняли ці заходи недостатніми і ввели санкції та ембарго на поставки зброї. США навіть пригрозили припиненням всієї військової допомоги й переглядом міждержавних відносин з Того.
Під тиском з боку міжнародного співтовариства, парламент Того 21 лютого анулював раніше внесені до конституції зміни. Гнассінгбе, хоч і не погодився із таким рішенням Національної асамблеї, однак, був змушений піти у відставку з посади і передати президентський пост спікеру законодавчого органу Бонфу Аббасу. Вітаючи цей крок, 26 лютого 2005 року ЕКОВАС скасувало санкції по відношенню до Того. Голова Африканського союзу Обасанджо назвав указ тоголезького парламенту «перемогою демократії».

### Президентські вибори 2005 року
На початку березня тимчасовий президент Того Бонф Аббас назначив дату президентських виборів на 24 квітня. Гнассінгбе став головним претендентом на президентську посаду, провівши активну виборчу кампанію. Опозиція зажадала відкласти голосування, стверджуючи, що вона отримала занадто мало часу для належної підготовки до них, а також через насилля, яке сколихнуло всю країну. 18 квітня 2005 року у результаті зіткнень прихильників протиборчих таборів, 7 людей загинули і близько 150 отримали поранення. Міністр внутрішніх справ Того Франсуа Боко закликав до відстрочення волевиявлення, побоюючись спалаху громадянської війни у разі повторення актів насильства. У відповідь на це діючий президент Бонф Аббас негайно звільнив його і оголосив, що вибори будуть проведені відповідно до графіка.

Гнассінгбе представив свою передвиборчу програму у вигляді списку з 20 обіцянок. Вони передбачали виконання наступного: примирення і забезпечення єдності суспільства, міжнародного співробітництва, підвищення безпеки, розвиток демократії, справедливості й свободи, належного управління, розвиток громадянського суспільства, умов для молоді та покращення освіти, поліпшення становища жінок і пенсіонерів, створення нових робочих місць і поліпшення економічної свободи, розвиток міст і житлового будівництва, створення великих державних проектів, поліпшення охорони здоров'я, розвиток сільського господарства, спорту і культур, ремесел і туризму, підвищення доступності кредитів, поліпшення комунікації.

Під час президентських виборів в 2005 року Того, маленька країна на заході Африці, зазнала жорстоких актів насильства

Практично не маючи конкуренції, в умовах розгулу насильства Гнассінгбе здобув переконливу перемогу, набравши 60,6 % голосів. Представники опозиції звинуватили владу у фальсифікації. На її думку, вибори супроводжувалися розкраданням і знищенням урн в тих районах, в яких опозиція отримала сильну підтримку. Для того, щоб пом'якшити соціальну напруженість в країні, Фор Гнассінгбе і лідер опозиції Гілкріст Олімпіо провели в Абуджі ряд переговорів по створенню спільного «уряду національної єдності», проте діалог закінчився невдачою.
Відразу ж після оголошення результатів на вулицях Ломе розпочалися масові протести прихильників опозиції. Обраний президент відразу заперечив будь-які фальсифікації і закликав мітингувальників підтримати «єдність держави». Спостерігачі від ЕКОВАС заявили, що порушення на виборах справді не вплинули на їх авторитет. Західноафриканські спостерігачі повідомили, що голосування «виконало необхідні критерії і загальні правила організації виборів».
Кардинально іншу оцінку голосування висловив Європейський парламент, який, як і тоголезька опозиція, піддав сумніву його результати. У прийнятій резолюції зазначалось, що «обставини, при яких було проведене волевиявлення, не забезпечили принципів прозорості, плюралізму і свободи громадян вирішувати своє майбутнє». Національна асамблея Того назвала рішення Європарламенту «ворожим», підкресливши, що ЄС не направляв своїх спостерігачів на вибори. Інші міжнародні правозахисні організації зазначили, що вільна участь у виборчому процесі була неможлива, зокрема в зв'язку з політикою влади на залякування громадян, арешти прихильників опозиції і незаконні обмеження на свободу зібрань, асоціацій і свободу вираження власної думки.
Кандидат від опозиції Еммануель Боб-Акітані заявив про свою перемогу і в односторонньому порядку проголосив себе президентом, стверджуючи, що він набрав 70 % голосів. Даний крок опозиційного діяча засудили і держави ЕКОВАС, і тимчасовий тоголезький президент Бонф Аббас. В результаті післявиборчих заворушень загинули сотні людей, тисячі втекли в сусідній Бенін. До численних порушень прав людини причетні як державні сили безпеки, так і проурядові ополченці. Згідно з доповіддю Верховного комісара ООН з прав людини Луїзи Арбор, в результаті сплеску насильства загинули від 400 до 500 осіб, ще 38 тисяч стали біженцями через страх політичних переслідувань. У доповіді міститься інформація про численні випадки принизливого поводження та катувань ув'язнених людей.
4 травня 2005 Конституційний суд підтвердив остаточні результати виборів та законність обрання Гнассінгбе. Того ж дня відбулась його інавгурація. На ній були присутні лише представники Гани, Лівії, Китаю і Демократичної Республіки Конго. Міністр закордонних справ Франції теж привітав переможця. 27 травня Африканський Союз зняв накладені раніше на Того санкції.

### Президентство

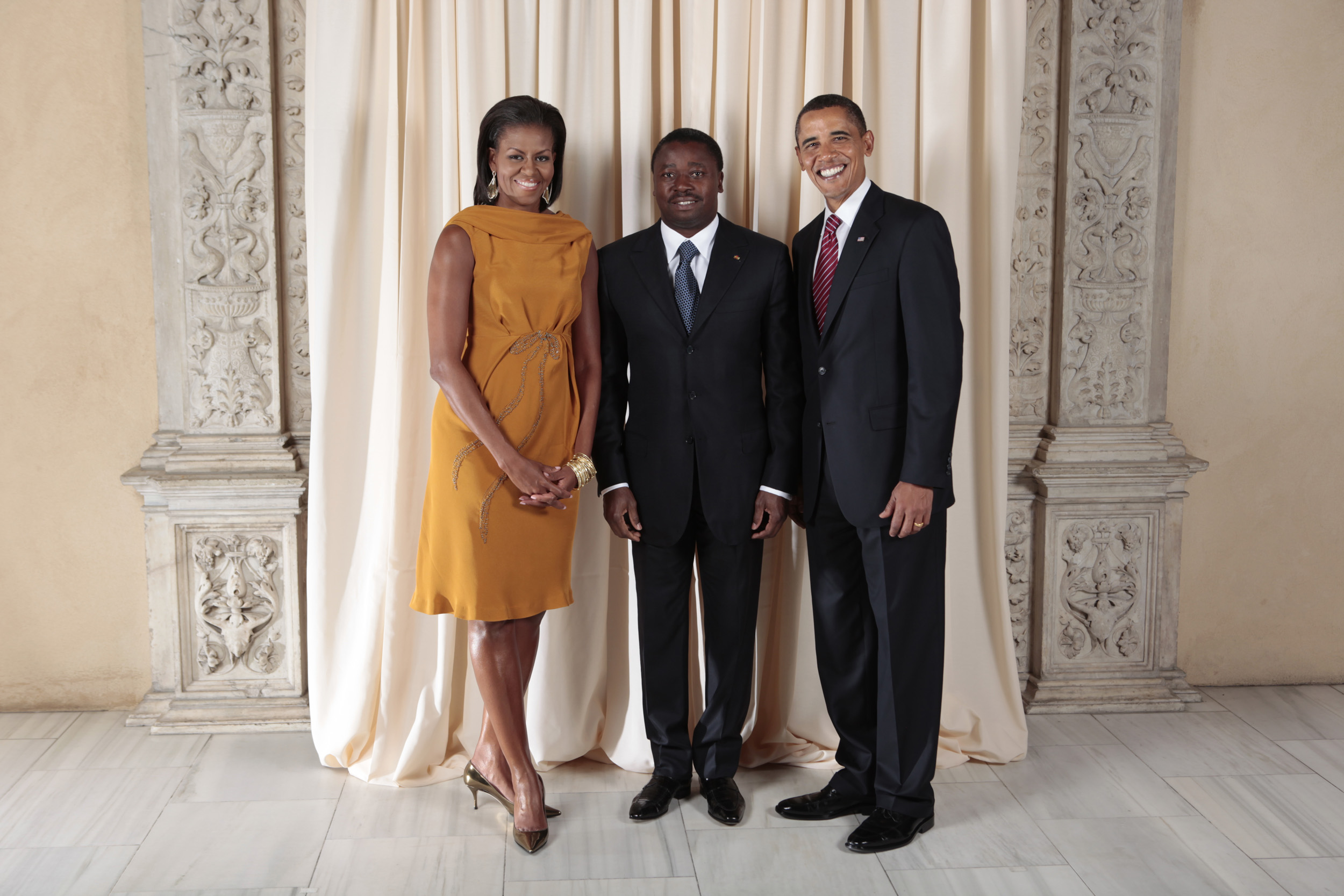
Президент Гнассінгбе з американським президентом Бараком Обамою і його дружиною, 2009

Після президентських виборів, міжнародне співтовариство намагалося переконати президента і його опонентів до створення спільного уряду національної єдності. Гнассінгбе зустрівся з представниками опозиції на переговорах в Абуджі. Він погодився співпрацювати з усіма політичними угрупованнями над створенням спільного та відкритого для всіх уряду. Представники опозиції, в свою чергу, висунули свої умови для участі у міжсторонньому діалозі: повернення біженців, припинення переслідування опонентів, розслідування ходу виборів і проведення переговорів про розподіл влади під міжнародною егідою. Гнассінгбе відкинув вимоги опозиції і після безплідних переговорів, 8 червня 2005 року призначив на пост прем'єр-міністра Едема Коджо, поміркованого лідера невеликої опозиційної партії CPP (Convergence patriotique panafricaine).
У квітні 2006 року Гнассінгбе офіційно відкрив новий президентський палац. Його будівництво тривало з 2004 року китайською державною компанією. Відкритий палац складається з двох поверхів і більше 40 офісів, бенкетних і конференц-залів. У церемонії його відкриття взяв участь посол Китаю, який пообіцяв побудувати в Того також нову будівлю парламенту.
Процес внутрішнього діалогу з опозицією було відновлено в 2006 році. У лютому прем'єр-міністр Коджо попросив допомоги як посередника президента Буркіна-Фасо Блеза Компаоре. У березні Компаоре зустрівся з президентом Гнасінгбом, щоб обговорити проведення переговорів. Опозиція, яка спочатку неохоче відносилась до діалогу, згодом погодилася приєднатися до консультацій.
Переговори опозиції з владою були організовані в столиці Буркіна-Фасо, Уагадугу. 20 серпня 2006, після декількох днів консультацій, президент Гнассінгбе і опозиційні лідери дійшли до згоди й підписали угоду про закінчення політичного конфлікту в Того. Вона передбачала створення спільного уряду, утворення незалежної виборчої комісії, що складається з представників всіх політичних партій і громадських організацій, а також для проведення чесних і демократичних парламентських виборів. Договір скасував обмеження у виборчому законодавстві, забезпечивши рівний доступ до засобів масової інформації під час передвиборчої кампанії.
16 вересня президент призначив главою уряду національної єдності лідера опозиційної партії CAR Явові Аджбойбо, що стало причиною протесту прихильників найбільш опозиційної групи UFC. В результаті, UFC до нового уряду так і не ввійшла, але продовжила участь в політичному діалозі. 20 вересня 2006 року новий кабінет приступив до здійснення своїх повноважень. Складаючись з 39 членів, 19 міністерських постів відійшли PRT, а ще 10 були забезпечені за опозицією.

Парламентські вибори пройшли 14 жовтня 2007. В них вперше за всю історію Того взяли участь депутати від опозиційних партій. Виборча кампанія і саме голосування, на відміну від попередніх виборів, відбулись у спокійній обстановці. Перемогу здобула правляча партія «Об'єднання тоголезького народу», яка виграла 50 місць з 81, 27 мандатів отримали представники «Союзу сил за зміни» (UFC), ще 4 — «Комітету дій по оновленню» (CAR).

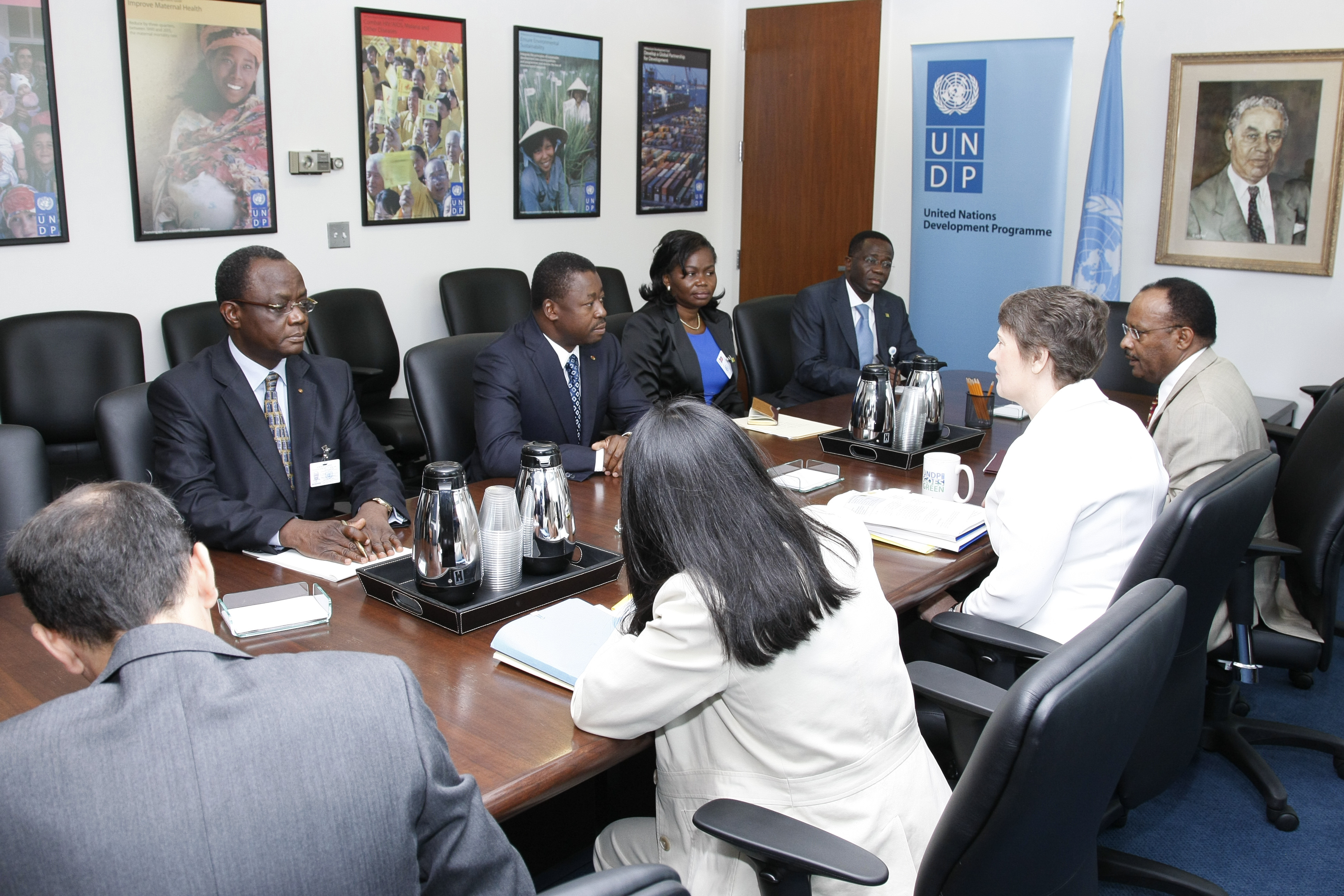
Гнассінгбе під час зустрічі з делегацією Програми розвитку ООН, 2009

Іноземні спостерігачі визнали вибори вільними і справедливими, хоча опозиція в черговий раз піддала сумніву результати UFC і вказала на деякі недоліки виборчого процесу. 3 грудня 2007 року президент Гнассінгбе назначив новим главою уряду члена провладної партії RPT Комлана Маллі. Найбільші опозиційні опоненти, «Союз сил за зміни» і «Комітет дій по оновленню», до кабінету не ввійшли. У вересні 2008 року після відставки прем'єр-міністра, головним урядовцем став безпартійний Гілберт Хаунгбо. Після виборів міжнародна спільнота відновила фінансову допомогу країні.
У квітні 2009 року тоголезька влада звинуватила групу вищих посадових осіб в організації державного перевороту проти президента Гнассінгбе. Військові заарештували п'ятьох підозрюваних, серед них опинився і брат президента, Кпатча Гнассінгбе, який займав посаду міністра оборони до 2007 року. Близько 22 години 12 квітня, під час проведеної нічної поліцейської акції, його було заарештовано групою солдат елітних сил швидкого реагування Збройних сил Того.
Солдати вторглися в житло Кпатчі Гнассінгбе і відкрили вогонь з автоматичної зброї і гранатометів. Під час перестрілки в домі 2 людини загинули, ще 3 зазнали поранень. Кпатча Гнассінгбе помістили під домашній арешт, а потім заарештували. Він відкинув будь-які звинувачення в причетності до можливого перевороту. Через декілька днів влада представила запаси зброї, яка, згідно з офіційною інформацією, була нібито знайдена в його будинку. Тоголезьке керівництво звинуватило Кпатчу в організації заколоту і незаконному зберіганні важкої зброї.
У січні 2010 року, стався напад на футбольну команду Того під час проведення Кубка африканських націй в Анголі, в результаті якого загинули троє людей. Президент і уряд Того вирішили вивести країну від участі в турнірі. Гравці повернулися назад, а в країні оголосила триденний національний траур. Відповідальність за здійснення злочину взяла сепаратистська організація Фронт звільнення анклаву Кабінда (ФЗАК), який бореться за вихід Кабінди зі складу Анголи.

### Президентські вибори 2010
Осінню 2009 року влада Того розпочала підготовку до організації президентських виборів. Беручи до уваги досвід 2005 року, влада зробила кроки для проведення безпечного і справедливого голосування. З цією метою у вересні 2009 вдруге була створена Незалежна національна виборча комісія (CENI), що складалась з представників як керівної партії, так і опозиції і діячів громадянського суспільства. Крайній термін для голосування, спочатку встановили на 28 лютого 2010 року, однак згодом тоголезьке керівництво перенесло вибори на 4 березня 2010 року.

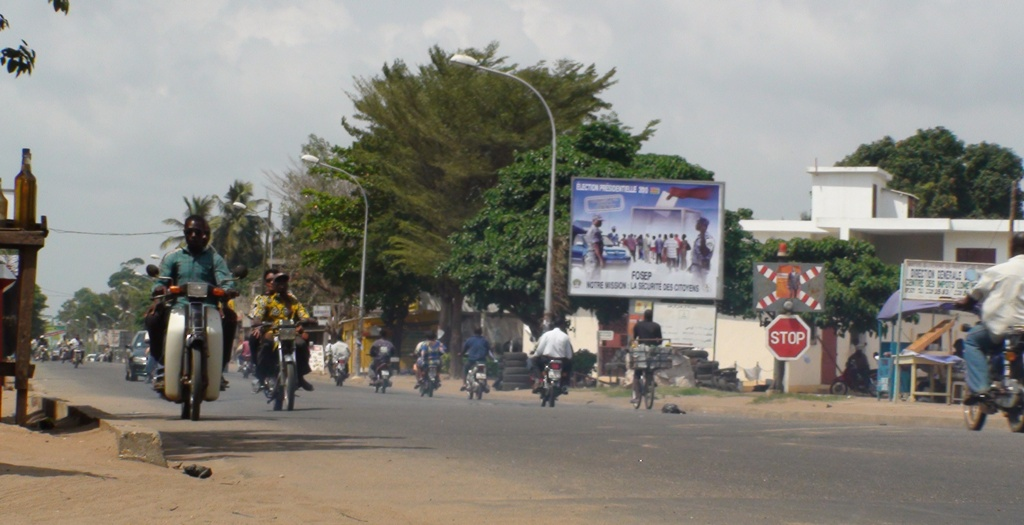
Пропрезидентська агітація

Президент Гнассінгбе з самого початку сприймався незалежними спостерігачами як найвірогідніший претендент на перемогу, балотувавшись від правлячого «Об'єднання тоголезького народу» (ОТН). Як і очікувалося, 12 січня 2010 в ході з'їзду ОТН в Ломе Гнассінгбе офіційно визнали кандидатом партії на виборах. Сам президент в з'їзді участі не брав, але його прес-секретар запевнив присутніх однопартійців у згоді на висунення. На початку президентської кампанії 16 лютого Гнассінгбе наголосив на великому значенні волевиявлення, назвавши його «великим випробуванням» для країни. Президент зазначив, що попередні вибори були «хворобливими для багатьох людей» й запевнив, що буде робити все можливе для кращої організації.
Голосування, яке відбулось 4 березня 2010 року, пройшло мирно і ефективно. Згідно з офіційними результатами, затверджених Конституційним судом країни, президент Гнассінгбе здобув рішучу перемогу, вигравши 60,88 % голосів (1,24 млн) і випередив свого суперника Жан-П'єр Фабра, який отримав тільки 33,93 % голосів (692 тисяч). Явка виборців склала 64,7 %. Опозиція, як і очікувалося, негайно відкинула результати, звинувативши владу у фальсифікації.
Вона звернула увагу на ряд порушень, зокрема відсутність серійних номерів у виборчому бюлетені, що, на думку опонентів влади, полегшило фальсифікацію бюлетенів. Жан-П'єр Фабр закликав своїх послідовників організувати демонстрацію на захист своєї перемоги. Протягом декількох днів після виборів в Ломе пройшли протести. Поліція жорстоко придушила виступи демонстрантів, використавши проти них сльозогінний газ, і заарештувала 10 осіб.
Вибори в Того проходили під контролем міжнародних спостерігачів від ЕКОВАС і ЄС, що й раніше надавали фінансову підтримку для своїх організацій. У доповіді спостерігачі Євросоюзу не виявили жодних доказів фальсифікації або штучного наповнення коробок з бюлетенями. Спостерігачі від держав Західної Африки заявили, що голосування пройшло гладко, але висловили стурбованість з приводу процесу підрахунку голосів та збою в супутниковій системі, призначеній для передачі даних з виборчих дільниць.

### Друге президентство

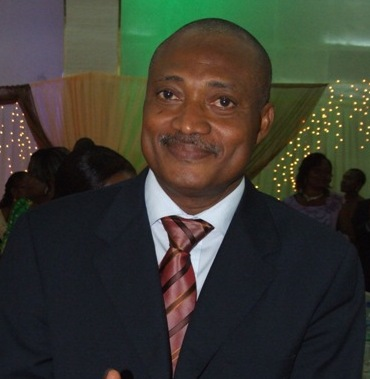
Головний конкурент президента Жан-П'єр Фабр

3 травня 2010 президента Гнассінгбе офіційно привели до присяги на другий термін. У церемонії інавгурації взяли участь президенти Беніну, Буркіна-Фасо, Гани і Кот-д'Івуара. Опозиція не прийшла до єдиної думки стосовно результатів голосування і в день приведення президента до присяги провела в Ломе акцію протесту.
5 травня 2010 року тоголезький прем'єр-міністр Гілберт Хаунгбо подав у відставку. Однак, вже через два дні, Гнассінгбе знову доручив йому формування уряду. При цьому влада вирішила залучити до створення нового коаліційного кабінету і опозицію, розпочавши переговори з її лідером Гілкрістом Олімпіо, головою партії «Союзу сил за зміни» (UFC). 27 травня сторони підписали коаліційну угоду, умови якої передбачали введення 7 міністрів від UFC до складу «уряду національного відродження» і реформу виборчого законодавства.
Перетворення торкнулися й змін меж виборчих округів, проведення нового перепису і оновлення списку виборців. На чолі спеціального комітету, який курирував реалізацією реформи, Гнассінгбе, керуючись досягнутою угодою, назначив Олімпіо. Новий уряд прем'єра-міністр Хаунгбо приступив до виконання обов'язків 28 травня. До нього ввійшов 31 міністр, в тому числі 7 від опозиційної партії UFC (наприклад, міністр закордонних справ). Наступного дня після утворення владного кабінету прихильники президента Гнассінгбе організували столичну демонстрацію на підтримку президентської «політики національного примирення, побудови миру і відкритості».

## Зовнішня політика

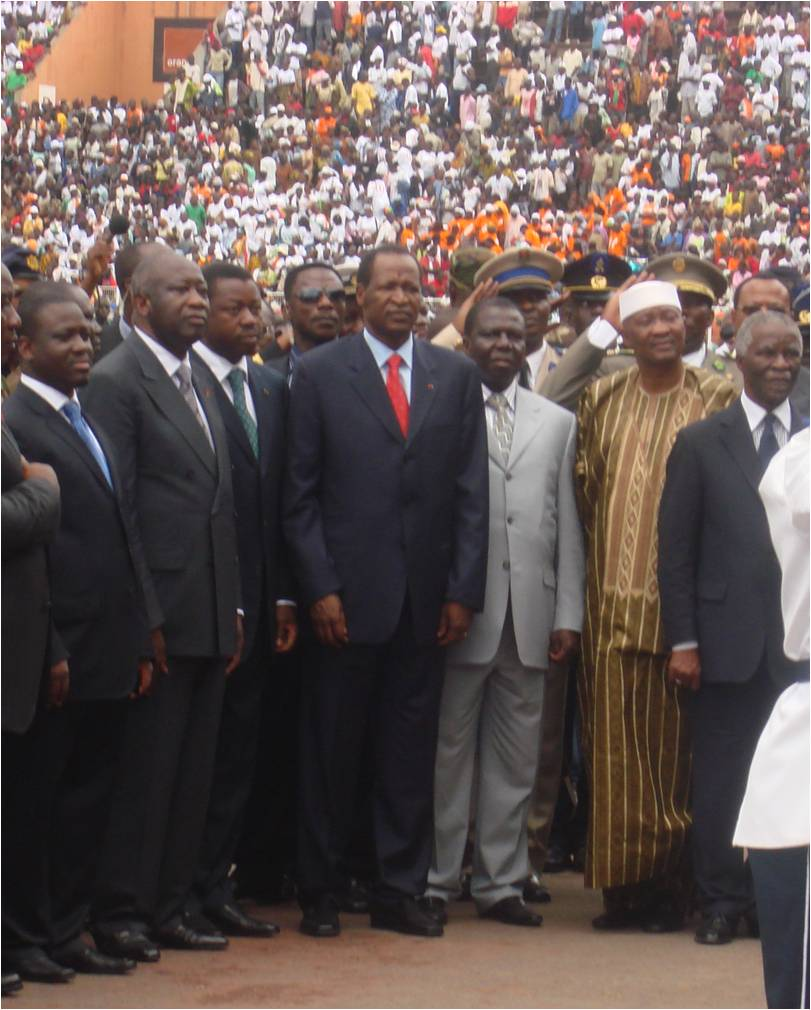
Президент Гнассінгбе (третій зліва) на торжестві закінчення громадянської війни в Кот-д'Івуарі

Президент Фор Гнассінгбе, як і його батько, проводить зовнішню політику, засновану на принципі неприєднання. Посилаючись на міцні історичні і культурні зв'язки із Західною Європою, тоголезький лідер підтримує найтісніші відносини з Францією і Німеччиною, колишніми метрополіями. Відносини з Францією засновані на співробітництві в галузі торгівлі, культури, науки і освіти, а також у військовій сфері. В останній галузі обидві держави співпрацюють вже протягом десятиліть: Франція надає широку допомогу у підготовці та обладнанні Збройних сил Того.
У 2006 році, після підписання політичної угоди тоголезької влади з опозицією, президент Франції Жак Ширак, який вважався особистим другом покійного Ейадеми Гнассінгбе, збільшив фінансову допомогу на ще 5 мільйонів євро. У листопаді 2008 Фор Гнассінгбе здійснив офіційний візит до Франції, де він зустрівся з президентом Ніколя Саркозі. У жовтні 2009 уряд цієї держави скасував борг Того в розмірі 47 млрд франків КФА. У червні 2009 Гнассінгбе відвідав Німеччину, провівши переговори з президентом ФРН Горстом Келером і канцлером Ангелою Меркель. У грудні 2009 німецький уряд також скасував свою частину боргу Того на суму 6 млрд франків КФА. У червні Гнассінгбе прийняв офіційний візит прем'єр-міністр Іспанії Хосе Луїса Сапатеро.

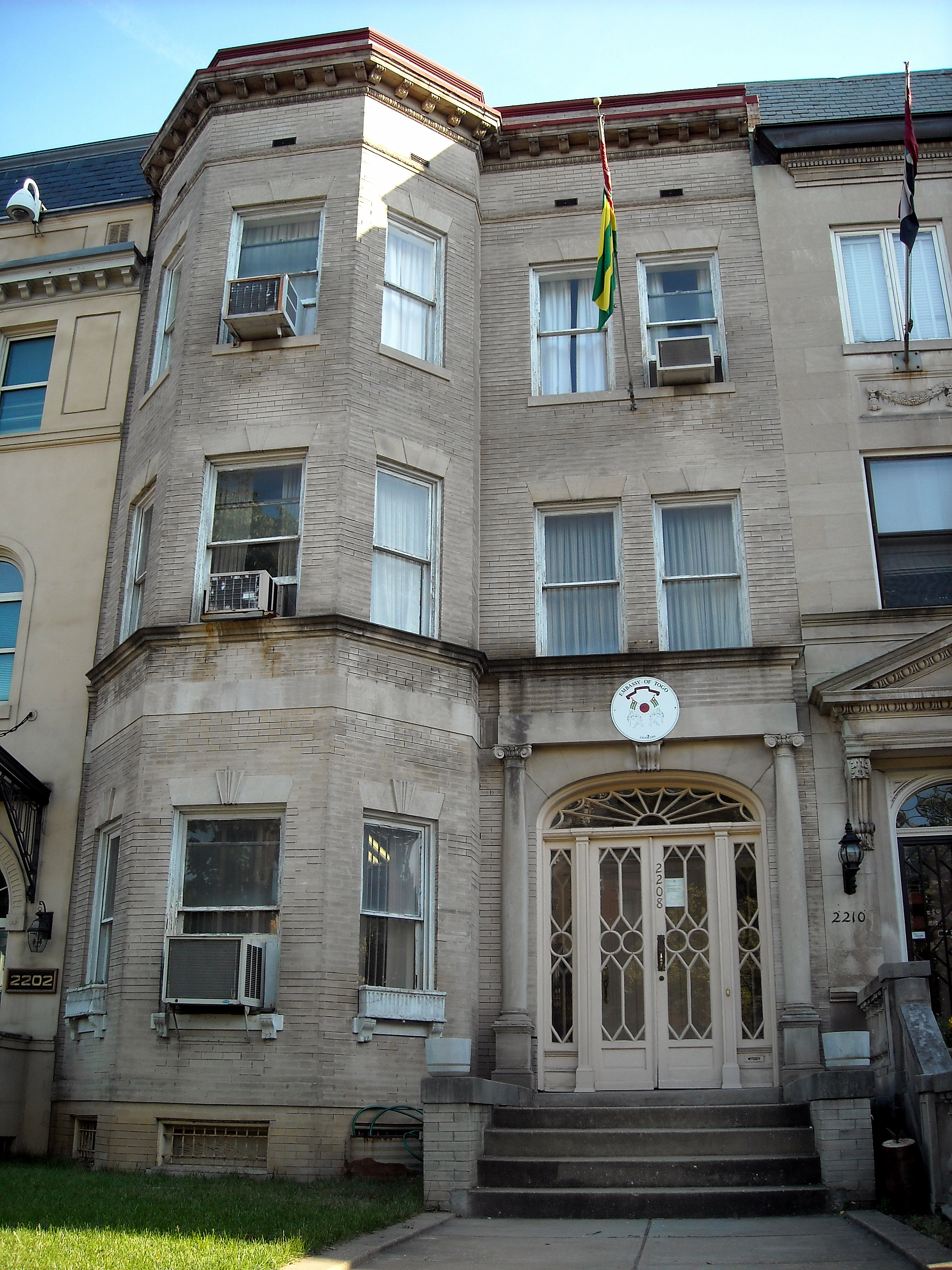
Посольство Того в США

Посольство Того в Китаї

Відносини з країнами регіону, які оточують Того, в цілому добрі. Держава бере активну участь в ряді регіональних міжнародних організацій. У липні 2007 року Гнассінгбе взяв участь в урочистостях з нагоди закінчення громадянської війни в Кот-д'Івуарі. У грудні 2009 лідер Того взяв на себе головування в Організації з гармонізації комерційного права в Африці.
Відносини з Сполученими Штатами йдуть добре з самого початку незалежності країни, хоча США не є й ніколи не були одним із основних торговельних партнерів. В той же час у країні є багато американських неурядових організацій, які надають широку допомогу. Зокрема, в державі працює Корпус миру, діяльність якого спрямована на сприяння розвитку підприємництва, освіти, охорони навколишнього середовища і здоров'я.
Під час президентства Гнасінгбе активізувалися відносини з Китайською Народною Республікою з метою пошуку нових джерел сировини для зростаючої економіки і потреб споживачів. У січні 2006 року тоголезький лідер відвідав Пекін. Зустрівшись з головою КНР Ху Цзіньтао, він оголосив про довгострокову перспективу зміцнення двосторонніх відносин у таких областях, як сільське господарство, торгівля, телекомунікація та інфраструктура. Уже в квітні 2006 року в Ломе відкрили побудований китайськими компаніями президентський палац. У липні того ж року китайський віце-президент Цзен Цінхун підписав ряд технічних угод, в тому числі щодо надання фінансової допомоги і кредитів від китайського уряду для фінансування інфраструктурних проектів та рамкові угоди про пільгові кредити для проекту гідроелектростанції. Крім цього Гнассінгбе також активізував економічну співпрацю з Індією. У серпні 2006 року уряд Того підписав контракт на суму 40 мільйонів доларів з індійським холдингом стосовно інвестицій у гірничодобувній галузі.
Після досягнення угоди з опозицією і створення спільного уряду, до країни знову почала надходити іноземна допомога. Покращилися відносини і з Європейським союзом (ЄС), який, тим не менш, продовжує тиснути з метою демократизації країни. У вересні 2006 року президент Гнасінгбе відвідав з візитами Брюссель, Париж і Рим, в ході якого Європейський комісар з питань гуманітарної допомоги та цивільного захисту Луї Мішель підкреслив, що нормалізація співпраці буде неможливою без організації в Того демократичних виборів. Після успішного голосування, країни ЄС відзначили прогрес у цій області і 15 листопада 2006 Рада ЄС вирішила надати фінансову допомогу Того у розмірі 40 млн євро, в довгостроковій перспективі передбачається ще 110 млн (2008—2012).
У 2006 році адміністрація президента розпочала переговори з Міжнародним валютним фондом (МВФ), намагаючись відновити програми допомоги. Після проведення парламентських виборів жовтня 2007 року, які були визнані вільними й справедливими міжнародними спостерігачами, до країни почала надходити фінансова допомога.  Світовий банк в лютому 2008 року скасував 123 млн доларів США за внутрішню заборгованість, а в травні відновив повноцінну співпрацю з Того.